# Liriomyza ptarmicae
Liriomyza ptarmicae este o specie de muște din genul Liriomyza, familia Agromyzidae, descrisă de Meijere în anul 1925. Conform Catalogue of Life specia Liriomyza ptarmicae nu are subspecii cunoscute.